# Lernayin Artsakh
Lernayin Artsakh (Armeens: Ֆուտբոլային Ակումբ „Լեռնային Արցախ“ Ստեփանակերտ) is een Armeense voetbalclub uit Stepanakert.
De club is lid van de Armeense voetbalbond en speelde in de Premier League. Na elf wedstrijden in het seizoen 2005/06 trok de club zich terug. Eerder heette de club Gharabagh Yerevan. De huidige naam verwijst naar de regio Nagorno-Karabach.
Tussen 2009 en 2019 speelde de club in Stepanakert in de competitie van de Republiek Artsakh. Hierna keerde de club terug in de Armeense Aradżin chumb.
Alasjkert B · 
FC Andranik ·
Ararat B · 
Ararat-Armenia B · 
BKMA B ·
Gandzasar Kapan · 
Lernayin Artsakh · 
FC Nikarm ·
FC Noah B ·
Onor FC ·
Pjoenik B · 
FC Sjoenik · 
MIKA Asjtarak · 
Sjirak Gjoemri B ·
Urartu B